# Red manjših bratov
Red manjših bratov (latinsko Ordo Fratrum Minorum; kratica OFM; krajše manjši bratje) je veja prvega (moškega) reda znotraj frančiškovske skupnosti. Sam red (in celotna Frančiškova skupnost) je bil ustanovljen 16. aprila 1209 v cerkvi svetega Nikolaja v Assisiju. Ustanovitelj redu je bil sveti Frančišek Asiški.
Papež Inocenc III. je leta 1210 ustno potrdil redovno skupnost, papež Honorij III. pa je 29. novembra 1223 potrdil novo Vodilo z bulo Solet annuere.
V Sloveniji so manjši bratje organizirani znotraj treh frančiškovskih provinc: minoriti, frančiškani in kapucini.